# 异戊烷
异戊烷（英語：Isopentane）是一种分子式为C5H12的烷烃，与正戊烷、新戊烷互为同分异构体。